# ゼットエムピー
株式会社ZMP（ゼットエムピー、ZMP Inc.）は、次世代自動車の開発用プラットフォーム「RoboCar(R)」シリーズ、センサ・画像認識ソリューション、大学、企業のエンジニア向け研究用・教育用ロボット等の製造・販売を行っているロボットベンチャー企業である。
2025年4月、社名をROBO-HI株式会社へ変更。（後述）

## 概要
当社は、自動運転技術やロボット開発を研究するベンチャー企業である。2016年12月に東証マザーズ市場へ上場する。ソニーと提携しているほか、コマツやインテルから出資を受け入れるなどの資本提携関係もある。DeNAと業務提携していたが、2017年1月、業務提携を解消した。

## 東証マザーズへの上場申請と上場取止め
2015年9月22日、ZUUオンラインに「ZMP上場に迫る！自動運転で注目の企業は優良IPO銘柄となりうるのか？」という上場観測記事が掲載される。この記事において、当社は2015年12月～2016年初頭にかけてのスケジュールで上場するという観測がなされた。その後もたびたび上場観測記事が各種メディアで報じられていたが、その報道がなされるたびに、当社と資本・業務提携関係にある会社などの株価が急騰するなどした。
2016年11月11日、日本経済新聞に「ＺＭＰ、来月中旬マザーズ上場、自動運転の開発加速」とする記事が掲載される。この時点では、まだ上場申請中であることについては非公表であったが、それから3日後の2016年11月14日、12月19日付での東証マザーズへの上場申請が正式に承認された。上場時の主幹事証券会社はSMBC日興証券、株主名簿管理人は三菱UFJ信託銀行を予定していた。
2016年12月期は、当社は3億1300万円の最終赤字を見込んでおり、市場関係者の間では、「この大幅な赤字が、どう業績や株価を評価するかという点で悩ましい」という評価がなされていると報道されていた。この赤字については、自動運転に関係する研究開発費の負担によるものが大半を占めている。これについて、一部のアナリストからは「世界の大手企業と競争していくためには今後も研究開発には注力する必要がある。それだけに、今後も業績の重しとなる可能性も」という指摘もなされている。このような状況において、市場関係者の間では、2014年3月に、今回の当社の上場と同様に赤字決算の中で東証マザーズに上場したサイバーダインの値動きに、当社のIPO後の価格推移が類似するのではないかとする見方が多いとされた。当社の発行価格がいくらで決定するかによるが、売買単位は100株であり、想定発行価格を前提にすればIPO時の募集及び売出しに際しては7万円台という、投資家の間では比較的手頃とされる値段になると見込まれていて、そのようなこともあって一斉に同社株に殺到することもあり得る状況とみられていた。それだけに、初値に関しても「想定発行価格の2倍程度の1500円前後、あるいは2.3倍の1700円前後もあり得そう」という見方も市場関係者からは上がっていた。そのような理由から「ZMPは中小型株の新たな中核銘柄となる」との見方も市場関係者の間では多くなされていた。
2016年11月17日、上場承認から3日しか経たない中で、「顧客の氏名、勤務先、メールアドレスなどの個人情報9124件が流出した」と発表した。当社側では上場承認がなされた11月14日の段階で、流出の事実を認識していたものの、対象者への連絡は15日に、また流出の事実の開示は17日までそれぞれ遅らせていたことも判明。上場予定先であった東証マザーズ市場を管轄する日本取引所グループは「これまで上場承認を取り消したことはない」とコメントする以外特段の動きは取られていないが、日経産業新聞の報道によれば、ネット上では早くも「上場ゴール」とささやかれていたという。これについて、市場関係者からも、当初「具体的にマイナス材料とはなりにくい」とする声が上がっていたようであるが、11月22日に関東財務局に当社が提出した訂正有価証券届出書には「事業及び業績に影響を及ぼす可能性がある」との見解が示されている。なお、本流出に際して、上場申請取消しの要件の一つである反社会的勢力との関係の存在に該当する恐れのある、反社会的勢力への情報流出はなかったことも合わせて公表している。
2016年11月29日、仮条件が、1株当たり760円～1040円の間で決定される。
2016年12月8日午後、東京証券取引所は「新規上場の承認取消し（マザーズ）：（株）ＺＭＰ」において、当社から新規上場を取りやめる旨の申し出を受けたため、上場承認を取り消したことを公表。11月17日に明るみに出た顧客情報流出事件の影響を受けて、ブックビルディング中で公開価格決定間際のタイミングでの上場取り止めとなった。この上場承認から上場取り止めに至るまでの流れは、個人投資家を中心とした市場関係者の間に失望感を与えた。なぜなら、個人投資家は、当社に対し今後の需要が見込める技術を開発している企業として期待していたからである。その注目の度合いはというと、2016年に入ると何度となく上場の噂が浮上し、そのたびに投資家が期待のあまり既上場の当社関連銘柄とされる銘柄に投資することで、当該発行会社の株価を押し上げるほどであった。また、2016年12月当時のマザーズ指数は2015年末からほぼ横ばいの水準に停滞していたうえに、12月8日まで6日間続落するという、その当時の日経平均株価や一部上場の大型株などの上昇とは対照的と言えるまでに、市況が悪化していた。そのような中での、マザーズ市場の人気銘柄の一つになると期待されていたZMPの上場は、日本経済新聞が報じたところによると、例えば国内証券のストラテジストからは「マザーズに活況を呼び込む」という期待もあった。しかしながらその一方で、別の国内証券の情報担当者からは、11月17日の顧客情報の流出をきっかけに、「コーポレート・ガバナンス（企業統治）に懸念が残り、機関投資家は買えない」との声も広がっているという声もあがっていた。さらには楽天証券経済研究所の土信田雅之シニアマーケットアナリストからは、当社の事業そのものについても「自動運転分野はすでに夢の技術に期待を寄せる段階から、現実にどの程度収益に結びつくのかを見極める段階に入っている」とする冷静な考えが示されていた。このような中で、上場承認後に上場取り止めを行ったことで、投資家が不信感を抱くことによる市場全体への影響を懸念する声も聞かれているという。実際に、例えば松井証券の窪田朋一郎シニアマーケットアナリストからは「すでに上場審査が終わった後で延期したことで、新規株式公開（ＩＰＯ）銘柄全般の信頼性に疑問を投げかけかねない」などの批判があがるなどしている。

## 純損失計上
第22期（2022年1月〜12月）の決算公告が官報に掲載。当期純損失は9億7,528万円。なお前期の当期純損失は7億8,497万円だった。

## 本社移転と社名変更
- 2025年3月：東京都中央区晴海へ本社移転。
- 2025年4月：社名をROBO-HI株式会社（英文名: ROBO-HI Corporation）へ変更[5]。

## 沿革
- 2001年1月30日：人間共生型ロボットを開発する世界初のベンチャーとして、有限会社ゼットエムピー設立[5]
- 2001年6月：有限会社から株式会社へ組織変更
- 2002年9月：東京都港区三田へ本社移転
- 2004年11月：東京都目黒区青葉台へ本社移転
- 2009年6月：東京都文京区小石川へ本社移転
- 2025年3月：東京都中央区晴海へ本社移転
- 2025年4月：社名をROBO-HI株式会社へ変更

## 製品
- 次世代自動車・自動運転の開発用プラットフォーム
- 自動運転車椅子「ラクロ」[22]
- ヘルスケア
- ロジスティックス、物流支援ロボット
- ロボット・移動制御技術のライセンス
- センサ・画像認識ソリューション
- リチウムイオン電池システム
- 大学、企業のエンジニア向け研究用・教育用ロボット

## 製品開発史
- 2014年6月27日、アイサンテクノロジー・名古屋大学と連携して、ZMPが中心となり、名古屋市で自動運転の公道実証実験を実施すると発表[23]。
- 2020年9月、一人乗りロボ「RakuRo」（ラクロ）の定額乗り放題サービスを東京都の一部で開始すると発表[24]。
- 2020年9月1日、JR東日本の協力を得て、無人警備・消毒ロボ「PATORO」（パトロ）による消毒液散布の実証実験を実施[25]。
- 2020年7月、背負って歩行しながら自動運転用のマップを作成できるシステム「RoboMap」を発表[26]。
- 2024年12月5日、愛知県名古屋市にて、自動配送ロボット「DeliRo」（デリロ）によるラストワンマイル配送の実証実験を実施[27]。

## 所属団体
- 日本機械学会
- ロボットビジネス推進協議会
- ネットワークロボットフォーラム
- スマート・コミュニティアライアンス
- カー・ロボティクス調査研究委員会（自動車技術会及び日本ロボット学会による）
- 群馬大学次世代EV研究会